# 西藏虎皮楠
西藏虎皮楠（学名：Daphniphyllum himalense）为虎皮楠科虎皮楠属下的一个种。

## 扩展阅读
維基物種上的相關：西藏虎皮楠